# Hrastulje
Hrastulje je naselje v Občini Škocjan.